# Моррисон, Джон, 2-й виконт Данроссил
Лейтенант авиации Джон Уильям Моррисон, 2-й виконт Данроссил (англ. John William Morrison, 2nd Viscount Dunrossil; 22 мая 1926 — 22 марта 2000) — британский пэр и дипломат.

## Ранняя жизнь и образование
Родился 22 мая 1926 года. Старший сын Уильяма Моррисона, 1-го виконта Данроссила (1893—1961), и Кэтрин Эллисон Суон (? — 1983). Он получил образование в колледже Феттес в Эдинбурге, а затем служил в Королевских ВВС с 1945 по 1948 год и достиг звания лейтенанта авиации. С 1948 по 1950 год он изучал историю в колледже Ориел в Оксфорде; его курс был короче обычных трех лет из-за Второй мировой войны. Во время учебы в Оксфорде он стал президентом Ассоциации консерваторов.

## Карьера
Ранние годы дипломатической карьеры Моррисона были разнообразны, включая должность помощника личного секретаря виконта Суинтона и первого секретаря в Дакке, Восточный Пакистан (ныне Бангладеш). Его карьера в дальнейшем будет сосредоточена в основном на странах Содружества. В феврале 1961 года он унаследовал титул 2-го виконта Данроссила от своего отца, Уильяма Моррисона, 1-го виконта Данроссила, который умер на посту генерал-губернатора Австралии.
Данроссил был направлен в Южную Африку и присутствовал на суде над Нельсоном Манделой и вынесении ему приговора к 27 годам тюремного заключения. Впоследствии он получил учебные материалы для Нельсона Манделы, чтобы тот мог получить юридическую степень в Лондонском университете.
Его карьера достигла пика с 1978 года, когда он был назначен Верховным комиссаром Фиджи, Науру и Тувалу. Затем он стал Верховным комиссаром Барбадоса и Восточно-Карибского региона в 1982 году, прежде чем был назначен губернатором и главнокомандующим Бермудских островов в 1983 году. Его время на Бермудских островах было очень успешным, в основном, как утверждает Джон Юр, из-за его «доброжелательного темперамента» и «социального положения», что означает, что он смог уладить проблемы региона, которые предшествовали его назначению. Лорд Данроссил был назначен кавалером Ордена Святых Михаила и Георгия в 1981 году за свою дипломатическую службу.
После выхода на пенсию в 1988 году лорд Данроссил занял несколько директорских должностей, а также играл активную роль в качестве независимого пэра в Палате лордов. Он покинул Палату в 1999 году, поскольку не был одним из избранных наследственных пэров, которым было разрешено оставаться в Палате лордов. Поэтому лорд Данроссил посвятил себя проведению времени в Данроссил-хаусе, своем родовом доме на Внешних Гебридских островах, став мировым судьей. Он был назначен лордом-лейтенантом Западных островов в 1993 году и занимал этот пост до своей смерти во время отпуска от сердечного приступа на Лансароте в 2000 году.

## Личная жизнь
Лорд Данроссил был женат дважды. 3 июля 1951 года он женился первым браком на Мэвис Дон Спенсер-Пейн, дочери доктора Артура Ллевеллина Спенсера-Пейна. Мэвис, виконтесса Данроссил, является губернатором школы Котсуолд. У пары было трое сыновей и одна дочь:
- Достопочтенная Катриона Мэри Моррисон (род. 10 июля 1952)
- Эндрю Уильям Реджинальд Моррисон, 3-й виконт Данроссил (род. 15 декабря 1953), старший сын и преемник отца.
- Достопочтенный Ранальд Джон Моррисон (род. 19 декабря 1956)
- Достопочтенный Аласдер Годфри Моррисон (род. 4 апреля 1962).

Он развелся со своей первой женой в 1969 году и снова женился в том же году на Диане Мэри Канлифф Вайс, которая стала виконтессой Данроссил после их брака. У супругов было две дочери:
- Достопочтенная Джоанна Кэтрин Моррисон (род. 25 апреля 1971)
- Достопочтенная Мэри Эллисон Моррисон (род. 21 декабря 1972).